# Leucania engadinensis
Leucania engadinensis là một loài bướm đêm trong họ Noctuidae.